# Congé (poésie)
Pour les articles homonymes, voir Congé.
Le congé est un genre poétique médiéval né au tout début du XIIIe siècle. Façon poétique de se séparer d'une femme ou bien du monde en général, ces œuvres lyriques sont souvent rédigées à la première personne, conférant aux vers un aspect autobiographique (avec lequel il faut savoir garder ses distances cependant).
Le genre du congé apparaît d'abord à Arras, avec Jean Bodel, Baude Fastoul et Adam de la Halle.
Rutebeuf (Poèmes de l'infortune) ou François Villon (Le Testament) donneront au genre ses lettres de noblesse.